# Ivan Putski
Josef Bednarski (Krakau, 21 januari 1941), beter bekend als Ivan Putski, is een Pools voormalig bodybuilder en professioneel worstelaar.

## In worstelen
- Afwerking bewegingen
  - Polish hammer

- Kenmerkende bewegingen
  - Bearhug
  - Vertical suplex
  - Scoop powerslam
  - Headlock

- Bijnaam
  - "Polish Power"

## Erelijst
- Big Time Wrestling
  - NWA American Tag Team Championship (1 keer met Jose Lothario)
  - NWA Texas Tag Team Championship (2 keer met Jose Lothario)

- Pro Wrestling Illustrated
  - PWI Tag Team of the Year (1979) - met Tito Santana

- Southwest Championship Wrestling
  - SCW World Tag Team Championship (1 keer met Wahoo McDaniel)

- World Wrestling Federation
  - WWF Tag Team Championship (1 keer met Tito Santana)
  - WWF Hall of Fame (Class of 1995)

- Wrestling Observer Newsletter awards
  - Readers' Least Favorite Wrestler (1984)
  - Worst Wrestler (1984)